# 陈文彬 (抗联)
陈文彬（1910年—1937年1月23日），汉族，中华民国大陆时期政治人物，曾任中共磐石中心县委宣传部长，县委书记。1937年1月23日，陈文彬和中共磐石青年部长兼团县委书记宋明植在伊通县被军警逮捕，后叛变。

## 生平
1910年，陈文彬出生于清吉林省磐石县烟筒山大苏龙屯（今小梨河乡）的一个地主家庭。1931年6月，他从省立大学附设师范专修科毕业后，先后在磐石县城区小学、黑石镇小学、吉昌镇小学教书。1934年春节后，他在烟筒山加入东北军。同年4月，他所在的部队被缴械，此后开始从事革命工作。同年9月，他加入中国共产党，后被派往吉海铁路特别支部开展工运工作。同年12月25日，他开始任中共磐石中心县委宣传部长兼吉海铁路工会会长。1935年3月，吉海铁路党团组织和工会因叛徒出卖遭到破坏后，他被派往伊通县工作。:876
1935年12月5日，中共磐石中心县委书记金昌根牺牲后，陈文彬开始代理县委书记一职，后于1936年11月被正式任命县委书记。1937年1月23日，他在伊通县营城子被捕后叛变，供出全部秘密，导致磐石、伊通、西安地区120人被捕，其中61人被杀害。中共磐石中心县委党团组织和群众团体全部被破坏。同年6月4日，陈文彬被日伪机关利用后，最终被处决。:876